# Giosafatte Baroni
Giosafatte Baroni (Vicopisano, 25 ottobre 1827 – Pisa, maggio 1899) è stato un patriota e politico italiano, esponente di spicco del volontariato pisano, mazziniano e garibaldino partecipò a tutte le guerre d'indipendenza italiane..

## Biografia
Nato da famiglia di modeste condizioni a Vicopisano dove suo padre Gustavo 
esercitava i mestieri di fornaio e pastaio. Fu, sin da giovane, un attivista di saldi principi mazziniani. All’età di ventun anni partecipò alla «Prima guerra di indipendenza», partendo con il Corpo di spedizione toscano. Combatté nella battaglia di Curtatone e Montanara, nelle file del Battaglione Civico senese-pisano, inquadrato nel IV reggimento dei Cacciatori degli Appennini. In questo scontro, avvenuto il 29 maggio 1848, dopo esser rimasto ferito, fu catturato e imprigionato dagli austriaci. Rilasciato qualche tempo dopo, tornò a combattere l’anno seguente nella Battaglia di Novara.

Nel 1851, sospettato di aderire ad associazione politica sovversiva, fu coinvolto in un processo contro l'anarco-insurrezionalista Faustino Sighieri e fu più volte ammonito dalla polizia «...a non conversare con altri imputati per la stessa causa...». Nel 1854 partecipò al fallito tentativo di moto mazziniano avvenuto a Pisa.

Partì nel 1859 come Cacciatore volontario aggregato al 1º Reggimento Cacciatori delle Alpi, agli ordini diretti di Garibaldi per combattere nella «Seconda guerra d'indipendenza».
 Combatté inoltre nella «Terza guerra di indipendenza» nel 10º Reggimento volontari e fu ancora con Garibaldi nella sfortunata Battaglia di Mentana del 1867.
Nel 1872, subentrando a Ilario Mazzoni, fu nominato presidente dell' «Associazione di mutuo soccorso fra i volontari superstiti delle patrie battaglie», che contava 280 soci e che aveva caratteri più politici che mutualistici.In quello stesso anno era anche membro, con Faustino Sighieri, Benvenuto Pasquinelli, Giuseppe Benedetti ed altri, del comitato dell'«Associazione internazionale fra gli operai»- Sezione di Pisa.
In seguito si impegnò attivamente nelle lotte internazionaliste, anche in competizioni con le analoghe associazioni anarchiche e socialiste, allontanandosene tuttavia dal 1875.
Morì a Pisa nel 1899.